# Вилли-ле-Марешаль
Вилли́-ле-Мареша́ль (фр. Villy-le-Maréchal) — коммуна во Франции, находится в регионе Шампань — Арденны. Департамент — Об. Входит в состав кантона Буйи. Округ коммуны — Труа.
Код INSEE коммуны — 10435.
Коммуна расположена приблизительно в 150 км к юго-востоку от Парижа, в 90 км южнее Шалон-ан-Шампани, в 13 км к югу от Труа.

## Население
Население коммуны на 2008 год составляло 150 человек.
| 1962 | 1968 | 1975 | 1982 | 1990 | 1999 | 2008 |
| ---- | ---- | ---- | ---- | ---- | ---- | ---- |
| 108  | 111  | 123  | 140  | 135  | 132  | 150  |

## Экономика
В 2007 году среди 94 человек в трудоспособном возрасте (15—64 лет) 70 были экономически активными, 24 — неактивными (показатель активности — 74,5 %, в 1999 году было 78,2 %). Из 70 активных работали 67 человек (37 мужчин и 30 женщин), безработных было 3 (1 мужчина и 2 женщины). Среди 24 неактивных 9 человек были учениками или студентами, 11 — пенсионерами, 4 были неактивными по другим причинам.

## Достопримечательности
- Церковь Рождества Пресвятой Богородицы (XVI век). Памятник истории с 1992 года[3]

## Фотогалерея

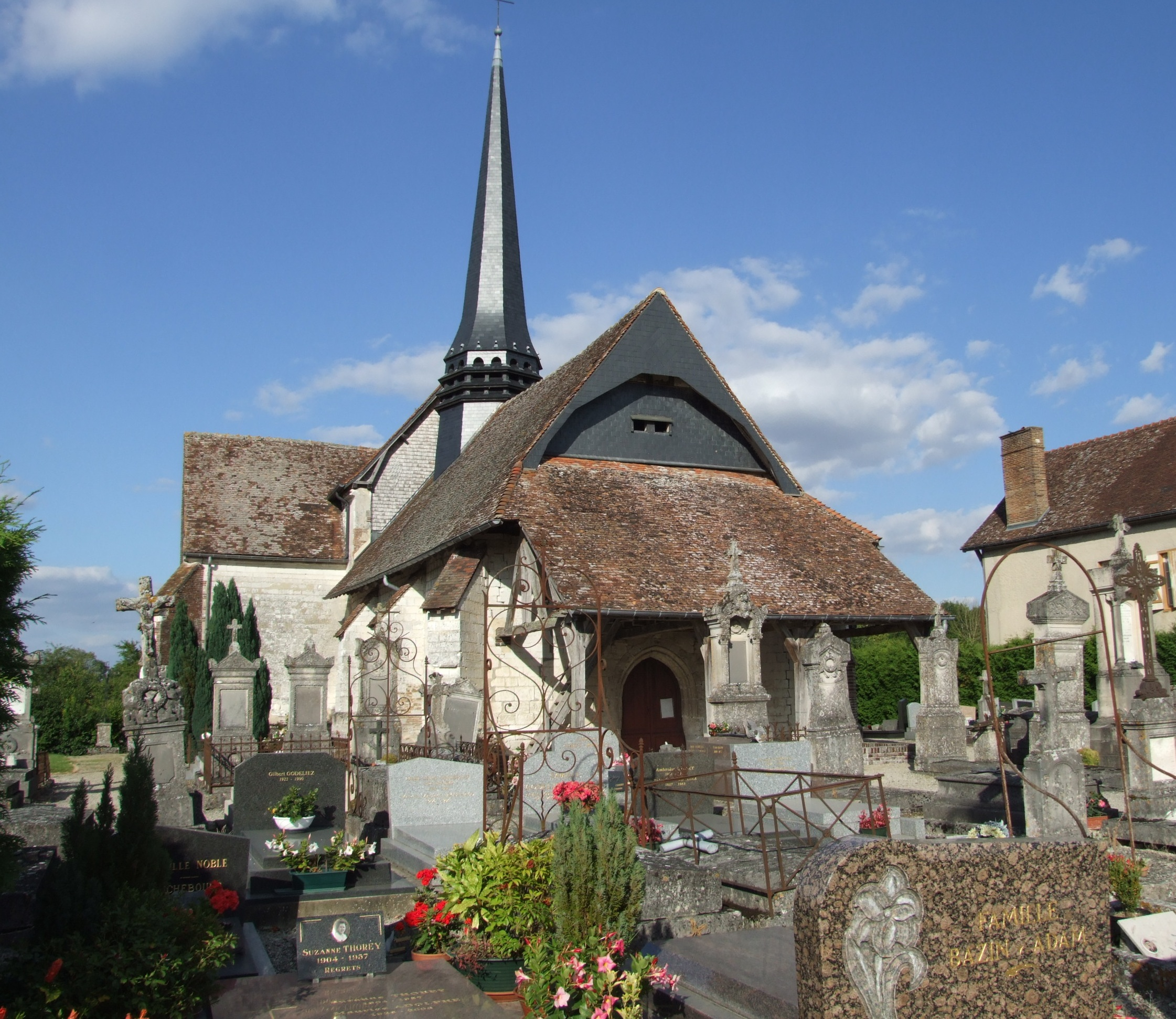
Церковь Рождества Пресвятой Богородицы
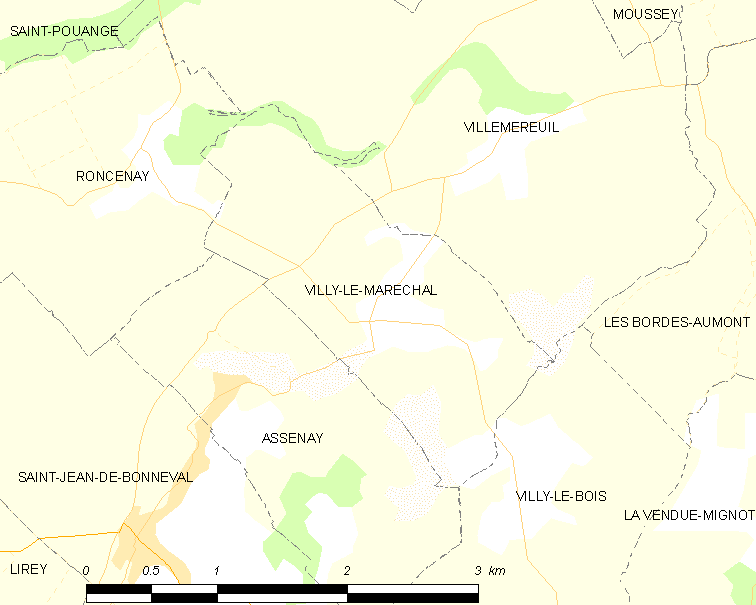
Карта коммуны